# Mike Pigg
Mike Pigg (Arcata, 1964) is een Amerikaanse triatleet. Hij werd in 1988 tweede op de Ironman Hawaï in een tijd van 8:33.11. Meerdere keren won hij de triatlon van Saint Croix.

## Belangrijkste prestaties

### triatlon
- 1985: 4e Ironman New Zealand - 8:30.01
- 1985: 7e Ironman Hawaï - 9:38.10
- 1986: 6e WK olympische afstand in Avignon - 2:02.26
- 1986: 9e Ironman Hawaï - 9:16.43
- 1987: 4e Ironman Hawaï - 9:02.34
- 1988:  Saint Croix
- 1988:  Ironman Hawaï - 8:33.11
- 1989:  Saint Croix
- 1989: 7e WK olympische afstand in Avignon - 2:02.25
- 1989: 15e Ironman Hawaï - 8:45.26
- 1990:  Triatlon van Nice - 6:00.07
- 1991:  WK olympische afstand in Gold Coast - 1:48.22
- 1991:  Saint Croix
- 1992: 24e WK olympische afstand in Huntsville - 1:52.00
- 1993:  Saint Croix
- 1994:  Saint Croix
- 1994: 43e Ironman Hawaï - 9:17.49
- 1997: 5e Saint Croix
- 1998:  Luguna Phuket Triathlon - 2:34.31
- 2000: 5e Alcatraz - 2:11.43
- 2001: 7e Wildflower - 4:15.44
- 2001: 5e Halfvine - 4:05.06
- 2001: 5e XTHMB - 2:11.19